# Adiantum kendalii
Adiantum kendalii är en kantbräkenväxtart som beskrevs av Jenm. Adiantum kendalii ingår i släktet Adiantum och familjen Pteridaceae. Inga underarter finns listade.